# Гай Юлій Александр Береніціан
Гай Юлій Олександр Береніціан (лат. Gaius Julius Alexander Berenicianus, 75 — 150) — державний діяч Римської імперії, консул-суффект 116 року.

## Життєпис
Походив з юдейської династії Іродіадів. Син Гая Юлія Александра, якому імператор Нерон надав місто Цетіс з невеличкою територією та титул царя. Також рід отримав номен Юлій. З цього моменту родину стала клієнтами Юліїв-Клавдіїв.
У 94 році за правління імператора Доміціана Гай Береніціан увійшов до сенату. У 116 році став консулом-суффектом разом з Луцієм Стацієм Аквілієм. У 132–133 роках керував як проконсул провінцією Азія. Помер у 150 році.

## Родина
- Юлія Кассія Александра, дружина Гая Авідія Геліодора